# 2010년 동계 올림픽 봅슬레이
제21회 동계 올림픽 봅슬레이 경기는 2010년 2월 20일부터 27일까지 캐나다 휘슬러의 휘슬러 슬라이딩 센터에서 열렸다.

## 메달리스트
이번 올림픽에서는 3개의 세부 종목이 열렸다..
| 종목              | 금                                                                           | 금      | 은                                                                       | 은      | 동                                                                           | 동      |
| ----------------- | ---------------------------------------------------------------------------- | ------- | ------------------------------------------------------------------------ | ------- | ---------------------------------------------------------------------------- | ------- |
| 남자 2인승 자세히 | 독일 (GER) · 안드레 랑게 · 케빈 쿠스케 ·                                     | 3:26.65 | 독일 (GER) · 토마스 플로르쉬츠 · 리하르트 아제이 ·                       | 3:26.87 | 러시아 (RUS) · 알렉산드르 줍코프 · 알렉세이 보예보다 ·                       | 3:27.51 |
| 남자 4인승 자세히 | 미국 (USA) · 스티븐 홀콤 · 스티브 메즐러 · 커티스 토마세비츠 · 저스틴 올슨 · | 3:24.46 | 독일 (GER) · 안드레 랑게 · 케빈 쿠스케 · 알렉산더 뢰디거 · 마르틴 푸체 · | 3:24.84 | 캐나다 (CAN) · 린든 러시 · 데이비드 비셋 · 라셀리스 브라운 · 크리스 르비언 · | 3:24.85 |
| 여자 2인승 자세히 | 캐나다 (CAN) · 케일리 험프리스 · 헤더 모이스 ·                               | 3:32.28 | 캐나다 (CAN) · 헬렌 어퍼턴 · 셸리앤 브라운 ·                             | 3:33.13 | 미국 (USA) · 에린 팩 · 엘레나 마이어스 ·                                     | 3:33.40 |

## 경기 일정
모든 시간은 태평양 표준시(UTC-8) 기준이다.
| 일정   | 날짜                   | 시작  | 종료  | 종목       | 기타     |
| ------ | ---------------------- | ----- | ----- | ---------- | -------- |
| 9일차  | 2010년 2월 20일 토요일 | 17:00 | 19:40 | 남자 2인승 | 1차, 2차 |
| 10일차 | 2010년 2월 21일 일요일 | 13:30 | 15:50 | 남자 2인승 | 3차, 4차 |
| 12일차 | 2010년 2월 23일 화요일 | 17:00 | 19:00 | 여자 2인승 | 1차, 2차 |
| 13일차 | 2010년 2월 24일 수요일 | 17:00 | 19:00 | 여자 2인승 | 3차, 4차 |
| 15일차 | 2010년 2월 26일 금요일 | 13:00 | 15:45 | 남자 4인승 | 1차, 2차 |
| 16일차 | 2010년 2월 27일 토요일 | 13:00 | 15:25 | 남자 4인승 | 3차, 4차 |

## 본선 진출 조건

### 선수/NOC별 쿼터
국제 올림픽 위원회와 국제 봅슬레이 연맹(FIBT)에 의하면 170명의 선수가 본선에 진출할 수 있다고한다. 130명의 선수는 남자 2인승, 4인승 종목에 출전하게 되며(남자부의 각 종목별로 30팀 출전) 40명의 선수는 여자 2인승 종목에 출전하게 된다.(20팀)

### 예선 통과 시스템
FIBT의 승인을 받은 5개 대륙(아시아, 아프리카, 아메리카(북아메리카+남아메리카, 유럽, 오세아니아)의 선수들이 자격을 얻는다. 각 대륙마다 최대 남자 2인승 한팀 혹은 남자 4인승 한팀, 그리고 여자 2인승 한 팀을 인정하게 된다. 드라이버가 이 조건을 충족시키지 못하면 그 대륙을 대표할 수 없게 된다. 각 드라이버의 최고성적으로 순위를 결정짓는데 FIBT의 인정을 받은 대회의 포인트로 랭킹을 산정한다. 이들 대회에는 월드컵과 기타 자잘한 대회가 포함된다. 이들 대회에서 받는 점수는 월드컵과 동일하다. 드라이버는 스위스의 생모리츠에서 2010년 1월 17일까지 진행되는 2009-10시즌중에 남자 선수는 50위 이내, 여자 선수는 40위 이내에 들어야한다. 남자 봅슬레이에서는 3개의 국가에서 3팀을, 7개의 국가에서 2팀을, 7개 이상의 국가에서 1팀을 보낼 수 있다. 여자 봅슬레이에서는 2개의 국가에서 3팀을, 4개의 국가에서 2팀을, 6개의 국가에서 1팀을 보낼 수 있다. 개최국은 봅슬레이의 모든 종목에 출전할 수 있다.
| 국가           | 남자 2인승 | 남자 4인승 | 여자 2인승 |
| -------------- | ---------- | ---------- | ---------- |
| 오스트레일리아 | 2          | 0          | 0          |
| 오스트리아     | 2          | 2          | 0          |
| 벨기에         | 0          | 0          | 1          |
| 캐나다         | 2          | 2          | 2          |
| 크로아티아     | 0          | 1          | 0          |
| 체코           | 1          | 2          | 0          |
| 독일           | 3          | 3          | 3          |
| 영국           | 1          | 1          | 2          |
| 아일랜드       | 0          | 0          | 1          |
| 이탈리아       | 2          | 1          | 1          |
| 일본           | 1          | 1          | 1          |
| 라트비아       | 2          | 2          | 0          |
| 리히텐슈타인   | 1          | 1          | 0          |
| 모나코         | 1          | 0          | 0          |
| 네덜란드       | 1          | 1          | 1          |
| 폴란드         | 1          | 1          | 0          |
| 루마니아       | 1          | 1          | 1          |
| 러시아         | 2          | 3          | 2          |
| 세르비아       | 0          | 1          | 0          |
| 대한민국       | 0          | 1          | 0          |
| 슬로바키아     | 1          | 1          | 0          |
| 스위스         | 3          | 2          | 2          |
| 미국           | 3          | 3          | 3          |
| 합:24개국      | 30         | 30         | 20         |